# Scott Gault
Pour les articles homonymes, voir Gault.
Scott Gault, né le 31 janvier 1983 à Berkeley, est un rameur d'aviron américain.

## Palmarès

### Jeux olympiques
- 2012 à Londres,  Royaume-Uni
  -  Médaille de bronze en quatre sans barreur